# Casa de Tovar

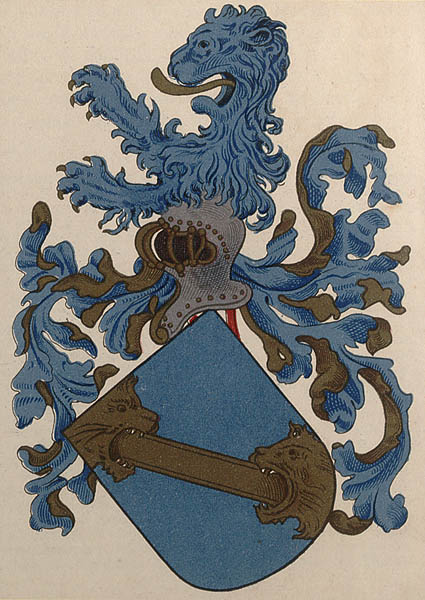
Brasão dos Tovar

A Casa de Tovar é uma linhagem da nobreza medieval castelhana, cuja origem lendária remonta aos tempos de Fernando III de Castela, documentando-se a partir do Fernão Sanches de Tovar.

## Origem

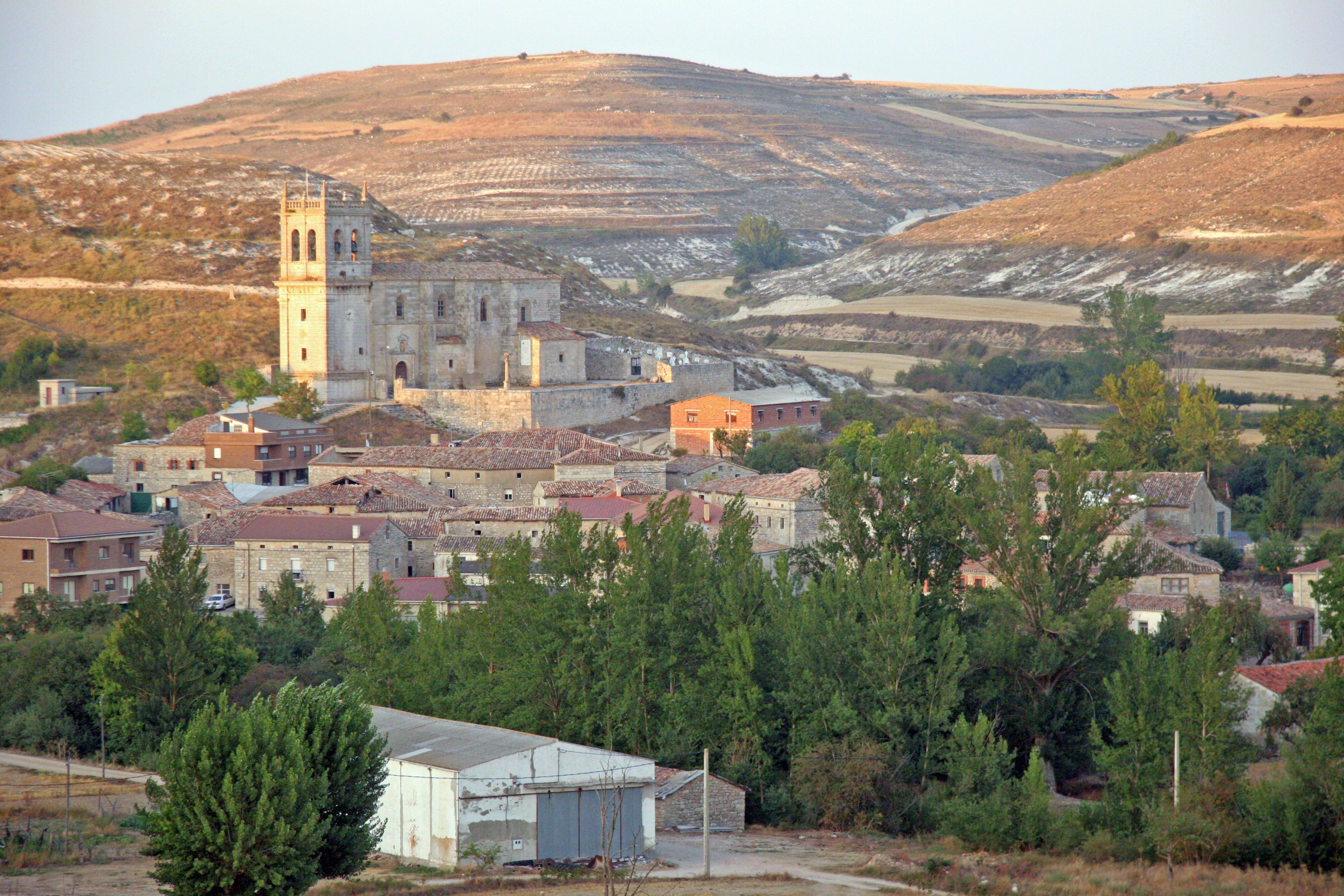
Vista da vila de Tobar, senhorio premievo dos Tovar.

Segundo Josep Pellicer de Tovar, cronista-mor de Carlos II de Espanha, a história da Casa de Tovar remonta ao início do século XIII, quando um Cavaleiro por nome Sancho Fernández de Tovar obtém de Fernando III de Castela em 1218 a concessão da vila de Tovar. Um seu neto homónimo foi camareiro-mor de Sancho IV de Castela.

## Século XIV
Não obstante Pellicer fazer remontar a origem desta Casa ao século XIII, o primeiro membro documentado surge apenas século e meio depois, com Fernão Sanches de Tovar, Almirante-mor de Castela, cujo destino, assim como o de sua família, está intimamente ligado às pretensões ao trono do bastardo Henrique de Trastâmara.
Até 1364, Fernão Sanches de Tovar foi um fervoroso apoiante de Pedro I de Castela, que lhe confiou importantes cargos, como o de adiantado-mor de Castela, em 1360, e o de fronteiro-mor de Murcia em 1364. A partir desse ano, no entanto, abandonou o rei legítimo e bandeou-se para as hostes de seu meio irmão, Henrique de Trastâmara, recebendo deste, por volta de 1366, como prémio da sua traição, a vila de Astudillo. Após o triunfo sobre o irmão, Henrique nomeou-o seu guarda-mor, concedendo-lhe em 1370 a vila de Gelves, no vale do Guadalquivir, após o que Fernão se converte num dos homens de maior confiança de Henrique II, a quem confiou em 1377 o comando supremo da frota castelhana, e que mais tarde o nomearia seu testamenteiro. Como Almirante, Fernão foi o mentor de grandes sucessos na Flandres e nas costas britânicas, infligindo pesadas derrotas a Inglaterra tanto nos seus próprios portos como no Canal da Mancha. Após a morte de Henrique II, chegou mesmo a subir o Tâmisa, incendiando Gravesend, hoje em dia um bairro de Londres. No ano seguinte encontra-se em Portugal, ao serviço de João I de Castela, na terceira guerra que se fez com o país vizinho desde o reinado anterior. No início do Verão de 1381 venceu a frota portuguesa em Saltes, bloqueando pouco depois a embocadura do Tejo e impedindo a chegada dos reforços ingleses, acção que foi de algum modo decisiva para a assinatura da paz de 1382 entre João I de Castela e Fernando I de Portugal. Após a morte do monarca português, Fernão acompanha o seu rei na disputa pelo trono de Portugal como marido de D. Beatriz, filha única e herdeira de Fernando I de Portugal, acabando por ser uma das muitas vítimas da peste quando ao comando da frota castelhana tomava parte no Cerco de Lisboa de 1384.
Seu filho Juan Fernández de Tovar herdou o cargo de almirante-mor, e os senhorios de Astudillo e Gelves, sobrevivendo-lhe apenas um ano, por vir a morrer na Batalha de Aljubarrota.

## Senhorio de Berlanga

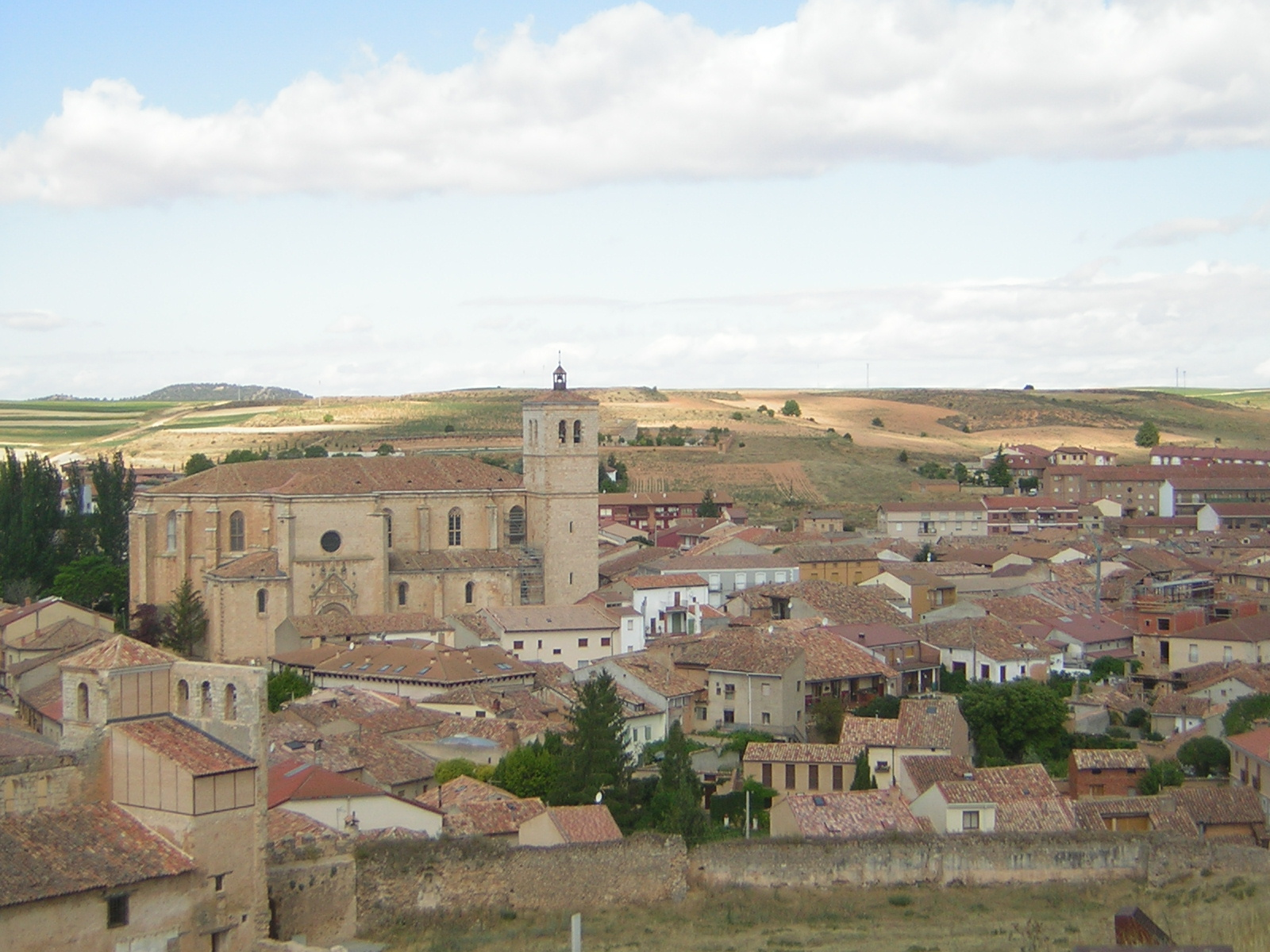
Vista de Berlanga de Duero

A história de Berlanga de Duero, no Bispado de Osma, está intimamente ligada à da Casa de Tovar. Em 1380, João I de Castela ordena a devolução desta vila a Juan Fernández de Tovar, filho do Almirante-mor Fernão Sanches de Tovar, e a sua mulher Leonor de Castela. Esta vila havia feito parte dos extensos domínios do irmão de Henrique II de Castela, o Conde D. Telo, senhor da Biscaia e da Casa de Lara, falecido em 1370 sem sucessão legítima, circunstância aproveitada pelo monarca para incorporar todos os seus domínios na Coroa Castelhana, cedendo-os ao seu primogénito, o futuro João I. Uma das filhas bastardas de D. Telo, Leonor de Castela, casada com Juan Fernández de Tovar, havia sido nomeada no testamento de seu pai, juntamente com sua irmã Constança, como herdeira das vilas de Berlanga, Aranda e Peñaranda de Duero, estando a execução do testamento a cargo de seu meio irmão Henrique II. Inicialmente o monarca confirmou a posse de Berlanga a Leonor e seu marido, mas, pouco antes de morrer, ocupou a vila e, com o pretexto da falta de descendência legítima de D. Telo, doou-a ao seu bastardo Henrique de Castela, primeiro duque de Medina-Sidónia, prometendo à sobrinha Leonor que lhe daria uma vila melhor. Após a morte de Henrique II, Juan Fernández pôs um pleito na Audiência Real ao bastardo Henrique, exigindo a devolução da vila e a entrega de 40 mil maravedis, valor estimado das rendas de Berlanga desfrutadas por Henrique durante o tempo em que fora senhor dessa vila. João I, querendo preservar as boas relações com o Almirante-mor, que tão bons serviços prestara e continuava prestando à Coroa, devolveu Berlanga aos Tovar.
Após a morte de Juan, as vilas de Berlanga, que entrara na Casa por matrimónio, e as de Astudillo e Gelves, por doação real, passaram a seu filho Fernán Sánchez de Tovar, casado com D. Marina de Castañada, falecida em 1415, com testamento de 28 de Agosto do mesmo ano, no qual ordena que a enterrem no hábito franciscano no convento de Santa Clara da vila de Astudillo, ao qual deixa um cálice de prata dourada e duas "pitanzas" às monjas. Seu marido Fernán testou a 14 de Maio de 1422, mandando-se enterrar no mesmo convento, ao lado de sua esposa, deixando diversos legados pios e disposições, e nomeando cinco filhos: Juan, Leonor, Iñigo López, Sancho e Diego, a quem deixa por herdeiros de seus bens livres, ficando ao primogénito Juan de Tovar as três vilas de que era Senhor.
Cerca de 1411, Juan de Tovar, terceiro senhor de Berlanga, obtém licença de seu pai para emancipar-se, contraindo matrimónio com Constanza Enríquez, filha do Almirante Alonso Enríquez e de sua mulher Juana de Mendoza, unindo assim o senhorio de Berlanga a uma das linhagens mais poderosas de Castela. As capitulações deste matrimónio haviam sido feitas um ano antes, em 1410, levando a noiva em dote 10 mil florins, oferecendo o marido arras no valor de 5 mil florins. Foi ainda acordado que, em caso de dissolução deste casamento, o Almirante entregaria aos Tovar o lugar de Belver, perto da vila zamorana de Villalpando, que em tempos havia sido pertença da família. Os Tovar, por sua vez, entregariam ao Almirante 350 mil maravedis, em pagamento desse lugar, fazendo Juan doação a sua esposa da vila de Gelves, que a teria em seu poder até ao pagamento das arras.